# Patrick Manning (remer)
Patrick Manning   (Poughkeepsie, 5 de juny de 1967) és un remer estatunidenc, ja retirat, que va competir durant les dècades de 1980 i 1990.
El 1992 va prendre part en els Jocs Olímpics d'Estiu de Barcelona, on guanyà la medalla de plata en la prova del quatre sense timoner del programa de rem.
També disputà quatre edicions del Campionat del món de rem, on destaca una medalla de plata en l'edició de 1991.
Estudià a la Northeastern University i l'Escola de Negocis de Harvard.